# Allison Cameronová
Dr. Allison Cameronová je fiktivní postava v seriálu Dr. House, kterou ztvárnila Jennifer Morrison. Je imunoložka a v prvních třech sériích je členem diagnostického týmu Gregory House ve fakultní nemocnici Princeton-Plainsboro. Dříve pracovala jako internistka na klinice Mayo, kde nastoupila po ukončení studia na medicíně, kde se řadila mezi největší elitu. Byla vdaná, ale její manžel zemřel na rakovinu půl roku po svatbě. Od té doby se upnula na práci, o budoucnosti má velkou představu, ale zároveň má obavu, že nebude mít kvůli práci čas na rodinu. Je ateistka. Povahou je citlivá, upřímná, energická a poctivá. Má velmi dobrý vztah s pacienty, ale má problém jim sdělit špatné zprávy. Má velice silný morální kodex a za svými zásadami si nekompromisně stojí i za cenu konfliktu s Housem.
Byla zamilovaná do House a nechce se vzdát naděje, že o ni má zájem. Několikrát měla poměr s Chasem a později si jej vzala. V šesté sérii jej však opouští, jelikož se nedokáže smířit s jeho zachování v případě léčení jednoho pacienta. Dál v šesté sérii se za Chasem vrátí jen pro podpis rozvodových papírů a jejich vztah definitivně končí.
V českém znění seriálu Dr. House je dabována Kateřinou Lojdovou.